# Chris Whitney
Pour les articles homonymes, voir Whitney.
Christopher Antoine Whitney, né le 5 octobre 1971 à Hopkinsville au Kentucky, est un ancien joueur américain de basket-ball. Il évolue durant sa carrière au poste de meneur.